# Battaglia di Ağdam
La battaglia di Ağdam ebbe luogo il 23 luglio 1993 nel contesto della prima guerra del Nagorno Karabakh, durante la quale le forze armene conquistarono la grande città azera di Ağdam che consideravano una principale area di sosta delle forze azere per gli attacchi e i colpi di artiglieria contro la regione del Nagorno Karabakh popolata da armeni.
Secondo Human Rights Watch, le forze armene usarono il vuoto di potere in Azerbaigian dell'epoca e presero Ağdam nel luglio 1993. HRW riferì che "durante la loro offensiva contro Ağdam, le forze armene del Karabakh commisero diverse violazioni delle regole di guerra, tra cui la presa di ostaggi, il fuoco indiscriminato e lo spostamento forzato di civili". Dopo che la città fu catturata, fu intenzionalmente saccheggiata e bruciata per ordine delle autorità armene del Karabakh, che HRW considera una grave violazione delle regole di guerra. La BBC riferì che ogni singola casa azera nella città fu fatta saltare in aria per scoraggiarne il ritorno.

## Contesto
Dopo l'operazione Goranboy nel 1992, le forze azere persero il controllo del territorio dell'ex oblast' Autonoma del Nagorno Karabakh entro la metà del 1993. Durante la ribellione militare a Gəncə del colonnello Surət Hüseynov, seguita da disordini politici a Baku nel giugno 1993, Hüseynov ritirò le sue forze dal fronte del Karabakh e marciò su Baku. Le forze armene avanzarono su Ağdam. La città di Ağdam si trova circa 30 km a nord est di Stepanakert. Gli azeri ad Ağdam e gli armeni a Stepanakert e Askeran si scontrarono con il pesante fuoco di artiglieria. Il bombardamento di Ağdam divenne più intenso a partire dai primi di marzo 1993.

## Battaglia
La battaglia di Ağdam iniziò il 12 giugno da nord e sud di Ağdam con l'utilizzo di lanciamissili Grad, artiglieria pesante e carri armati. La campagna comprese anche un assalto simultaneo a Tərtər. Il primo attacco alla città fu respinto dalla difesa azera. Lo scontro fu segnato dalla morte di Monte Melkonian, famoso comandante militare armeno. Gli armeni furono in grado di catturare il monte Farukh, a 10 km da Ağdam che domina la città da nord-est. Il villaggio di Khydyrly attorno al quale le forze azere presero posizione cadde successivamente.
L'avanzata armena fu condotta con numerose violazioni delle regole di guerra, tra cui l'esodo forzato della popolazione civile, fuoco indiscriminato e presa di ostaggi.

## Conseguenze
Nonostante la mobilitazione nazionale, le forze azere furono in grado di riconquistare solo alcuni villaggi ma non la città. 
Dopo la battaglia di Ağdam, il 25 luglio fu annunciato il cessate il fuoco dalle autorità armene e dal governo azero. Nel corso dei tre mesi successivi, gli armeni occuparono quattro nuovi distretti azeri, Qubadlı, Cəbrayıl, Füzuli e Zəngilan, provocando lo sfollamento di 350 000 civili azeri.
Diversi villaggi come Chirakhly e la città di Ağdam divennero città fantasma. Altri villaggi del distretto di Ağdam furono ripopolati dagli sfollati interni dell'ex NKAO.
La risoluzione 853 del Consiglio di sicurezza delle Nazioni Unite ha condannato la conquista del distretto di Ağdam e di altre zone dell'Azerbaigian, chiedendo un ritiro completo dalle aree da parte degli armeni.
Gli armeni utilizzarono la città come zona cuscinetto fino a novembre 2020, e di conseguenza la città rimase vuota, in decomposizione e solitamente vietata alle visite turistiche.